# Duduk Lor
Duduk Lor is een bestuurslaag in het regentschap Lamongan van de provincie Oost-Java, Indonesië. Duduk Lor telt 1152 inwoners (volkstelling 2010).